# Jack Stephens (football)
Jack Stephens, né le 27 janvier 1994 à Torpoint, est un footballeur anglais qui évolue au poste de défenseur à Southampton FC.

## Carrière

### En club
Stephens rejoint le club de Plymouth Argyle en 2010. Le 18 septembre 2010, il fait ses débuts professionnels dans un match de D3 anglaise contre Sheffield Wednesday.
Le 21 avril 2011, il rejoint l'équipe de Southampton, et se voit prêté à des clubs anglais de niveaux inférieurs.
Le 27 janvier 2018, Stephens inscrit son premier but avec les Saints lors d'un match de Coupe d'Angleterre face à Watford (1-0).

### En sélection
Jack Stephens participe avec l'équipe d'Angleterre des moins de 20 ans au Tournoi de Toulon 2015.
Le 3 septembre 2015, il fait ses débuts avec l'Angleterre espoirs lors d'un match contre les États-Unis.

## Palmarès

### En club
- Southampton FC
  - Finaliste de la Coupe de la Ligue anglaise en 2017.

### En sélection
- Angleterre espoirs
  - Vainqueur du Tournoi de Toulon en 2016.